# Jenna Potts
Jenna Potts (* 28. Februar 1994 in Lenhartsville) ist eine US-amerikanische Volleyballspielerin.

## Karriere
Potts begann ihre Karriere an der Schuylkill Valley High School in Berks County. 2012 war sie wegen einer Verletzung als red shirt an der Xavier University eingetragen. Von 2013 bis 2016 studierte sie an der University of Pittsburgh und spielte im Universitätsteam Panthers. Anfang 2017 wechselte die Mittelblockerin zum tschechischen Erstligisten VK Královo Pole Brno. Zur Saison 2017/18 wurde sie vom deutschen Vizemeister und Pokalsieger Allianz MTV Stuttgart verpflichtet. Nachdem der Verein 2018 erneut Vizemeister wurde, wechselte Potts zum französischen Erstligaaufsteiger VC Marcq-en-Barœul.